# 俄羅斯聯邦主體旗幟

俄羅斯各聯邦主體（包含克里米亞半島，但排除其他被俄羅斯吞併的烏克蘭領土）與各自的旗幟

以下是俄羅斯底下共89個聯邦主體的旗幟。

## 現行的聯邦主體旗幟

### 24個共和國
- 阿迪格共和國國旗
（1992年3月24日啟用）
- 阿尔泰共和国国旗
（2016年3月22日啟用）
- 巴什科爾托斯坦共和國國旗
（2003年2月12日啟用）
- 布里亞特共和國國旗
（1992年10月29日啟用）
- 車臣共和國國旗
（2004年6月22日啟用）
- 楚瓦什共和國國旗
（1992年4月29日啟用）
- 克里米亞國旗
（1992年9月24日啟用）
[Note 1]
- 達吉斯坦共和國國旗
（2003年11月19日啟用）
- 顿涅茨克人民共和国国旗
[Note 2]
- 印古什共和國國旗
（1999年7月11日啟用）
- 卡巴爾達-巴爾卡爾共和國國旗
（1994年7月21日）
- 卡爾梅克共和國國旗
（1993年6月30日啟用）
- 卡拉恰伊-切爾克斯共和國國旗
（1996年7月26日啟用）
- 卡累利阿共和國國旗
（1993年2月16日啟用）
- 哈卡斯共和國國旗
（2003年9月25日啟用）
- 科米共和國國旗
（1997年12月17日啟用）
- 卢甘斯克人民共和国国旗
[Note 2]
- 馬里埃爾共和國國旗
（2011年6月1日啟用）
- 莫爾多瓦共和國國旗
（2008年5月20日啟用）
- 北奥塞梯-阿兰共和国国旗
（1991年10月2日啟用）
- 萨哈共和国国旗
（1992年10月14日啟用）
- 韃靼斯坦共和國國旗
（1991年11月29日啟用）
- 圖瓦共和國國旗
（2002年2月8日啟用）
- 烏德穆爾特共和國國旗
（1993年11月4日啟用）

### 9個邊疆區
- 阿爾泰邊疆區區旗（英语：Flag of Altai Krai）
（2000年6月29日啟用）
- 堪察加邊疆區區旗（英语：Flag of Kamchatka Krai）
（2010年2月17日啟用）
- 哈巴罗夫斯克边疆区区旗
（1994年7月14日啟用）
- 克拉斯諾達爾邊疆區區旗（英语：Flag of Krasnodar Krai）
（2004年6月23日啟用）
- 克拉斯諾亞爾斯克邊疆區區旗（英语：Flag of Krasnoyarsk Krai）
（2000年3月16日啟用）
- 彼爾姆邊疆區區旗（英语：Flag of Perm Krai）
（2003年5月6日啟用）
- 濱海邊疆區區旗（英语：Flag of Primorsky Krai）
（1995年2月22日啟用）
- 斯塔夫罗波尔边疆区区旗
（1997年4月15日啟用）
- 外貝加爾邊疆區區旗（英语：Flag of Zabaykalsky Krai）
（2009年2月11日啟用）

### 48個州
- 阿穆爾州州旗（英语：Flag of Amur Oblast）
（2008年4月24日啟用）
- 阿爾漢格爾斯克州州旗（英语：Flag of Arkhangelsk Oblast）
（2009年9月23日啟用）
- 阿斯特拉罕州州旗
（2001年12月19日啟用）
- 别尔哥罗德州州旗
（2000年6月22日啟用）
- 布良斯克州州旗（英语：Flag of Bryansk Oblast）
（1998年11月20日啟用）
- 车里雅宾斯克州州旗
（2001年12月27日啟用）
- 伊尔库茨克州州旗
（1997年7月16日啟用）
- 伊萬諾沃州州旗（英语：Flag of Ivanovo Oblast）
（1998年3月19日啟用）
- 加里寧格勒州州旗（英语：Flag of Kaliningrad Oblast）
（2006年6月9日啟用）
- 卡盧加州州旗（英语：Flag of Kaluga Oblast）
（2004年1月30日啟用）
- 克麥羅沃州州旗（英语：Flag of Kemerovo Oblast）
（2020年3月10日啟用）
- 赫爾松州州旗
（2022年9月30日啟用）
[Note 2]
- 基洛夫州州旗（俄语：Флаг Кировской области）
（2003年6月30日啟用）
- 科斯特羅馬州州旗（俄语：Флаг Костромской области）
（2006年4月28日啟用）
- 庫爾干州州旗（俄语：Флаг Курганской области）
（1997年12月1日啟用）
- 庫斯克州州旗（俄语：Флаг Курской области）
（1996年12月17日啟用）
- 列寧格勒州州旗（俄语：Флаг Ленинградской области）
（1997年12月31日啟用）
- 利佩茨克州州旗（俄语：Флаг Липецкой области）
（2003年7月21日啟用）
- 馬加丹州州旗（英语：Flag of Magadan Oblast）
（2001年12月28日啟用）
- 莫斯科州州旗（俄语：Флаг Московской области）
（1999年3月9日啟用）
- 莫曼斯克州州旗（英语：Flag of Murmansk Oblast）
（2004年7月1日啟用）
- 下諾夫哥羅德州州旗（俄语：Флаг Нижегородской области）
（2005年5月11日啟用）
- 諾夫哥羅德州州旗（英语：Flag of Novgorod Oblast）
（2007年12月24日啟用）
- 新西伯利亚州州旗
（2003年7月25日啟用）
- 鄂木斯克州州旗（英语：Flag of Omsk Oblast）
（2003年6月10日啟用）
- 奧倫堡州州旗（俄语：Флаг Оренбургской области）
（1997年11月17日啟用）
- 奧廖爾州州旗（俄语：Флаг Орловской области）
（2002年8月1日啟用）
- 奔薩州州旗（俄语：Флаг Пензенской области）
（2022年6月1日啟用）
- 普斯科夫州州旗（俄语：Флаг Псковской области）
（2018年12月28日啟用）
- 羅斯托夫州州旗（俄语：Флаг Ростовской области）
（1996年10月28日啟用）
- 梁贊州州旗（俄语：Флаг Рязанской области）
（2000年6月2日啟用）
- 萨哈林州州旗
（1995年11月28日啟用）
- 薩馬拉州州旗（俄语：Флаг Самарской области）
（2001年5月23日啟用）
- 薩拉托夫州州旗（英语：Flag of Saratov Oblast）
（2001年5月23日啟用）
- 斯摩倫斯克州州旗（俄语：Флаг Смоленской области）
（1998年12月22日啟用）
- 斯維爾德洛夫斯克州州旗（俄语：Флаг Свердловской области）
（2005年4月12日啟用）
- 坦波夫州州旗（俄语：Флаг Тамбовской области）
（2005年2月22日啟用）
- 托木斯克州州旗（俄语：Флаг Томской области）
（1997年5月29日啟用）
- 圖拉州州旗（俄语：Флаг Тульской области）
（2005年11月25日啟用）
- 特維爾州州旗（俄语：Флаг Тверской области）
（1996年11月28日啟用）
- 秋明州州旗（俄语：Флаг Тюменской области）
（2008年10月25日啟用）
- 烏里揚諾夫斯克州州旗（俄语：Флаг Ульяновской области）
（2013年10月26日啟用）
- 伏拉迪米爾州州旗（英语：Flag of Vladimir Oblast）
（2017年7月1日啟用）
- 伏爾加格勒州州旗（英语：Flag of Volgograd Oblast）
（2000年9月18日啟用）
- 沃洛格達州州旗（英语：Flag of Vologda Oblast）
（1997年12月5日啟用）
- 沃羅涅日州州旗（英语：Flag of Voronezh Oblast）
（2005年7月5日啟用）
- 雅羅斯拉夫爾州州旗（英语：Flag of Yaroslavl Oblast）
（2001年2月27日啟用）
- 札波羅熱州州旗
（2022年9月30日啟用）
[Note 2]

### 3個聯邦直轄市
- 莫斯科市旗
（1995年2月1日啟用）
- 聖彼得堡市旗（英语：Flag of Saint Petersburg）
（1992年6月8日啟用）
- 塞凡堡市旗
（2000年4月21日啟用）
[Note 1]

### 1個自治州
- 猶太自治州州旗
（1996年10月27日啟用）

### 4個自治區
- 楚科奇自治區區旗（英语：Flag of Chukotka Autonomous Okrug）
（1997年10月28日啟用）
- 漢特-曼西自治區區旗（英语：Flag of Khanty-Mansi Autonomous Okrug）
（1995年9月20日啟用）
- 涅涅茨自治區區旗（英语：Flag of Nenets Autonomous Okrug）
（2003年9月25日啟用）
- 亞馬爾-涅涅茨自治區區旗
（1996年11月28日啟用）

## 歷史上的聯邦主體旗幟

### 現行聯邦主體使用過的旗幟
- 阿尔泰共和国国旗
（1992年7月2日–1994年6月29日、2003年4月24日–2016年3月22日）
- 阿穆爾州州旗（英语：Flag of Amur Oblast）
（1999年4月26日–2008年4月24日）
- 巴什科爾托斯坦共和國國旗
（1992年2月25日–2003年2月12日）
- 車臣共和國國旗
（2000年5月1日–2004年6月22日）
- 楚科奇自治區區旗（英语：Flag of Chukotka Autonomous Okrug）
（1997年2月28日–1997年10月28日）
- 達吉斯坦共和國國旗
（1994年2月26日–2003年11月19日）
- 印古什共和國國旗
（1994年5月13日–1999年7月11日）
- 卡爾梅克共和國國旗
（1992年10月30日–1993年6月30日）
- 克麥羅沃州州旗（英语：Flag of Kemerovo Oblast）
（2002年6月7日–2003年2月21日）
- 克麥羅沃州州旗（英语：Flag of Kemerovo Oblast）
（2003年2月21日–2020年3月10日）
- 哈卡斯共和國國旗
（1992年6月6日–1993年12月23日）
- 哈卡斯共和國國旗
（1993年12月23日–2002年11月25日）
- 哈卡斯共和國國旗
（2002年11月25日–2003年9月25日）
- 科米共和國國旗
（1991年11月27日–1997年12月17日）
- 科斯特羅馬州州旗（俄语：Флаг Костромской области）
（2000年10月19日–2006年4月20日）
- 克拉斯諾達爾邊疆區區旗（英语：Flag of Krasnodar Krai）
（1995年3月24日–2004年6月23日）
- 馬里埃爾共和國國旗
（1992年9月3日–2006年11月28日）
- 馬里埃爾共和國國旗
（2006年11月28日–2011年6月1日）
- 莫爾多瓦共和國國旗
（1995年3月30日–2008年5月20日）
- 莫斯科市旗
（1994年9月29日–1995年2月1日）
- 奔薩州州旗（俄语：Флаг Пензенской области）
（2002年11月18日–2022年5月31日）
- 聖彼得堡市旗（英语：Flag of Saint Petersburg）
（1991年9月6日–2003年5月13日）
- 薩拉托夫州州旗（英语：Flag of Saratov Oblast）
（1996年9月5日–2001年5月23日）
- 斯維爾德洛夫斯克州州旗（俄语：Флаг Свердловской области）
（1997年3月11日–2005年5月6日）
- 斯維爾德洛夫斯克州州旗（俄语：Флаг Свердловской области）
（加上州徽，1997年3月11日–2005年5月6日)
- 圖瓦共和國國旗
（1992年9月18日–2002年2月8日）
- 秋明州州旗（俄语：Флаг Тюменской области）
（1995年5月24日–2008年10月25日）
- 烏里揚諾夫斯克州州旗（俄语：Флаг Ульяновской области）
（2004年3月3日–2013年10月26日）
- 伏拉迪米爾州州旗（英语：Flag of Vladimir Oblast）
（1999年5月11日–2017年7月1日）
- 沃羅涅日州州旗（英语：Flag of Voronezh Oblast）
（1997年7月1日–2005年7月5日）

### 已不存在聯邦主體的旗幟
- 阿加布里亞特自治區區旗（英语：Flag of Agin-Buryat Okrug）
（1996年11月29日–2001年7月6日）
- 阿加布里亞特自治區區旗（英语：Flag of Agin-Buryat Okrug）
（2001年7月6日–2009年2月17日）
- 赤塔州州旗（英语：Flag of Chita Oblast）
（1995年12月22日–2009年2月17日）
- 埃文基自治區區旗（英语：Flag of Evenk Autonomous Okrug）
（1995年3月23日–2007年1月1日）
- 堪察加州州旗（英语：Flag of Kamchatka Oblast）
（2004年4月15日–2007年1月1日）
- 科米-彼爾米亞克自治區區旗（英语：Flag of Komi-Permyak Okrug）
（1996年2月12日–2005年12月1日）
- 科米-彼爾米亞克自治區區旗（英语：Flag of Komi-Permyak Okrug）
（1997年6月27日–2005年12月1日）
- 科里亞克自治區區旗（英语：Flag of Koryak Okrug）
（1998年7月13日–2007年1月1日）
- 彼爾姆州州旗（英语：Flag of Perm Krai）
（2003年4月17日–2005年12月1日）
- 泰梅爾自治區區旗（英语：Flag of Taymyr Autonomous Okrug）
（2000年6月23日–2007年1月1日）
- 烏斯季-奧爾登斯基布里亞特自治區區旗（英语：Flag of Ust-Orda Buryat Okrug）
（1997年7月27日–1997年9月18日）
- 烏斯季-奧爾登斯基布里亞特自治區區旗（英语：Flag of Ust-Orda Buryat Okrug）
（1997年9月18日–2009年3月1日）

## 註記
1. 1 2  全境由俄羅斯控制，但在國際上公認為是烏克蘭的一部分。
2. 1 2 3 4  部分領土由俄羅斯控制，但在國際上公認為是烏克蘭的一部分。